# Conchage

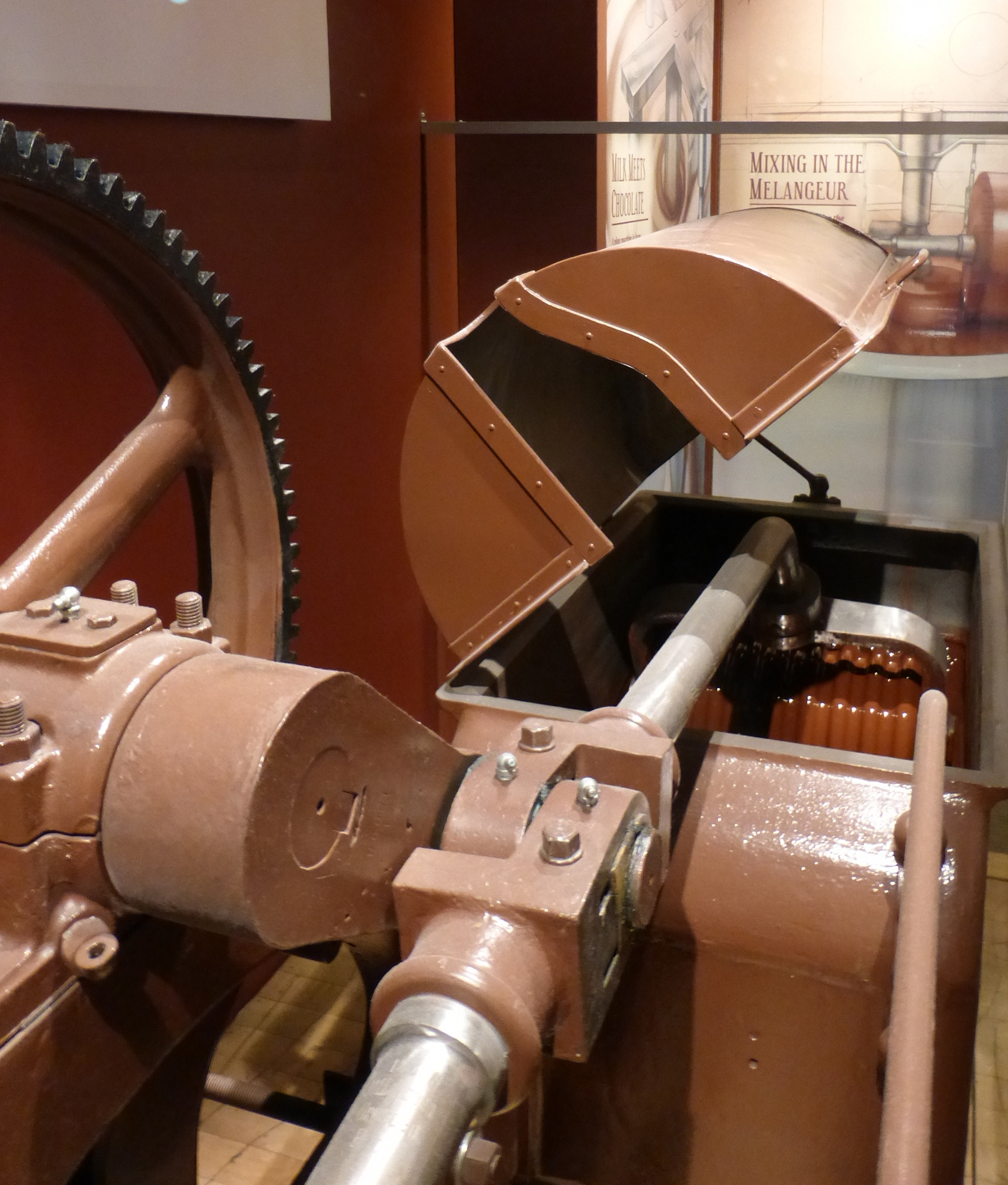
Conche Hershey des années 1900.

Le conchage est un procédé d'affinage du chocolat par brassage à une température qui varie de 49 °C pour le chocolat au lait et jusqu'à 85 °C pour la deuxième phase (phase de plastification) du chocolat blanc, ce qui permet un caractère caramélisé. Il permet d'homogénéiser le produit et d'y incorporer ce qui transformera le produit, c'est ainsi que l'on ajoute à la pate de cacao le beurre de cacao additionnel, la lécithine (soja ou tournesol), le sucre, et éventuellement le lait (en poudre) et les épices (vanille, cannelle, ...). 
C'est au cours de cette étape que la pâte de cacao prend toute sa saveur chocolatée, obtient sa fluidité et perd son acidité grâce à l'élimination, lors du brassage, des substances volatiles indésirables.

## Histoire
Le procédé de conchage a été inventé par le chocolatier suisse Rudolf (ou Rodolphe) Lindt en 1879. C'est par erreur que le procédé a été découvert. Le jeune Rodolphe ayant récemment racheté un ancien moulin afin de produire une poudre de cacao (qui était jusqu'alors la seule façon de consommer cet ingrédient, sous forme de boisson lactée ou à base d'eau). Un soir de fin de semaine, il a précipitamment quitté son atelier car il avait un rendez-vous important, et de ce fait, il a oublié d'arrêter sa meule qui réduisait les fèves de cacao en poudre. Le lundi suivant, il découvrit avec étonnement une pâte lisse, luisante et chaude. Il avait découvert un nouveau procédé qui trouvera plus tard le nom de « conchage ». Le processus, long et lent, permet à la matière grasse contenue dans les fèves de s'extraire et de transformer un produit sec et farineux en un produit liquide et gras.

## Procédé
Le conchage industriel est réalisé dans une conche, cuve de plusieurs tonnes qui brasse à l'aide de bras mécaniques la pâte de cacao, avec addition possible d'autres ingrédients. Elle est brassée pendant plusieurs heures voir plusieurs jours à une température de 49°c à 85°c. Le résultat obtenu est le chocolat qui doit être ensuite tempéré avant d'être moulé,.